# 异面舌蛭
异面舌蛭（学名：Glossiphonia heteroclita）为舌蛭科舌蛭属的动物。分布于缅甸、北美、欧洲、中非、南非、台湾岛以及中国大陆的黑龙江流域等地，营寄生生活，通常寄生在螺类体上。该物种的模式产地在欧洲。